# Amr Isam Ramadan Atijja
Amr Isam Ramadan Atijja (arab. عمرو عصام رمضان عطيه ;ur. 28 lutego 1996) – egipski zapaśnik walczący w stylu wolnym. Triumfator mistrzostw arabskich w 2018. Trzeci na mistrzostwach Afryki juniorów w 2015 roku.